# Siantar Ca
Siantar Ca is een bestuurslaag in het regentschap Tapanuli Tengah van de provincie Noord-Sumatra, Indonesië. Siantar Ca telt 2208 inwoners (volkstelling 2010).